# Palaemnema gigantula
Palaemnema gigantula – gatunek ważki z rodziny Platystictidae. Występuje na terenie Ameryki Środkowej.